# Hamataliwa sanmenensis
Hamataliwa sanmenensis är en spindelart som beskrevs av Song och Zheng 1992. Hamataliwa sanmenensis ingår i släktet Hamataliwa och familjen lospindlar. Inga underarter finns listade i Catalogue of Life.